# Șugău, Maramureș
Șugău (în maghiară Sugó) este o localitate componentă a municipiului Sighetu Marmației din județul Maramureș, Transilvania, România.

## Istoric
Prima atestare documentară: 1913 (Sugó). 

## Etimologie
Etimologia numelui localității: din hidron. Șugău (< subst. reg. șugău „apă curgătoare peste care poți trece cu piciorul; vâlcea, vale" < magh. sugó). 

## Demografie
La recensământul din 2011, populația era de 704 locuitori. 